# Güven Kıraç
Güven Kıraç (Istanbul, 5 aprile 1960) è un attore turco.

## Biografia
Completò la sua formazione presso il Conservatorio Statale di Università di Mimar Sinan. Attore prolifico della cinematografia turca, partecipa ad oltre venti pellicole nella sua carriera. Partecipò al film La sposa turca del 2004, diretto da Fatih Akın.

## Filmografia
- Salkım Hanımın Taneleri (1999)
- La sposa turca (2004)
- Kebab Connection (2005)
- Takva (2005)
- The Net 2.0 (2006)
- Ai confini del paradiso (2007)
- Kavşak (2010)
- Özür Dilerim (2013)
- Bad Cat (2016)[1]

## Doppiatori italiani
- Pasquale Anselmo in La sposa turca

## Premi e riconoscimenti

### Festival internazionale del cinema di Adana
- 1997: - Miglior attore per Masumiyet

### Festival internazionale del cinema di Istanbul
- 2000: - Miglior attore per Salkım Hanımın Taneleri

### Ankara International Film Festival
- 2010: - Miglior attore per Kavşak

### International Film Festival of India
- 2010: - Miglior attore per Kavşak